# Stephanie Zacharek
Stephanie Zacharek (1963) è una critica cinematografica e giornalista statunitense.

## Carriera professionale
Stephanie Zacharek iniziò la sua carriera come senior editor nel gruppo Crosby Vandenburgh (1986-1988). Negli anni novanta, lavorò per la rivista Boston Phoenix and Inc. Tra il 1999 e il 2010 lavorò come critico cinematografico e scrittore per la pagina web Salon.com. Nel 2010 diventò capo dei critici per Movieline nel 2010, attività che fu costretta a lasciare nel 2012 dal momento che il posto di lavoro venne eliminato. Nell'aprile 2013 il Voice Media Group la contattò come direttrice dei critici del The Village Voice.
Mentre lavorava a tempo pieno Zacharek ha anche fatto la giornalista freelance dal 1988, scrivendo per media come la CNN, Los Angeles Times, Entertainment Weekly, Rolling Stone e la NPR. È membro della National Society of Film Critics. Vive a New York ed è sposata con Charlos Taylor, anche lui critico cinematografico.

## Opinione sulla critica cinematografica
Nel Berlinate Talent Campus del 2010, Zacharek partecipò ad un congresso di esperti intitolato “FearEats the Soul: The State of Film Criticism”. Durante la discussione, Zacharek affermò che era “preoccupata per la critica cinematografica”, enfatizzando la necessità di mantenere l'onestà, l'integrità e la disciplina. Allo stesso tempo criticò gli altri colleghi per non pensare abbastanza alle critiche quando queste erano negative.
Lo stesso anno, in altre occasioni, Zacharek assicurò che faceva “parte di una specie in pericolo di estinzione: il critico cinematografico lavoratore. La critica cinematografica è al suo apogeo e sta morendo al tempo stesso". Ha inoltre indicato assicurato che internet ha cambiato la forma in cui le pubblicazioni scritte mirano ai propri scrittori e al loro contenuto.